# 雲陽軍実記
『雲陽軍実記』（うんようぐんじつき）は、出雲国の戦国大名であった尼子氏の歴史を記した歴史書で、日本の古典文学の1つである。

## 概要
出雲国に勢力を張った尼子氏の盛衰を描いた歴史書で、尼子家臣の河本大八隆政（1521年～没年不詳）が大名としての尼子氏滅亡後の1580年頃に著したとされる。
隆政の死後、同族の河本隆任の子孫に伝えられた。

## 評価
歴史書としては、尼子氏滅亡直後に書かれた点で一級の資料であり、毛利側の『陰徳太平記』と対を成す、尼子側の諸将の心情をよく表している書と言える。1542年に尼子軍が大内軍との戦闘で、火縄銃を20挺実戦に投入し、大内軍に死者が出た等、鉄砲伝来とされる1543年以前に尼子氏が火縄銃を導入していたという新たな事実も散見できる。
しかし、他の軍記物同様、脚色や歴史的史実との相違も指摘されている。例として本書では尼子晴久の生年が1508年とされているが、一般的には採用されていない。そして、京極修理大夫の娘とされる尼子義久の妻も、本書では多岐の寺で剃髪し尼僧になったとされているが、実際は月山富田城開城2日前に死去（病死、もしくは投降前に自害・殺害）している。また、著者である河本隆政自体も吉田郡山城の戦い以降尼子家臣から離脱して城安寺にて隠遁しており、大内義隆の偏諱を受けたと思われる名前から見ても分かるように大内氏寄りの武将であったことも加味せねばならない。
その記述の信憑性に問題があるとされる、香川宣阿の『陰徳太平記』や近世初頭に成立した『甲陽軍鑑』と同様に、この当時の歴史書の例に漏れず、著者の強い思いを反映させた史書といえるが、それを差し引いても余りある一級資料である。